# Louann Brizendine
Louann Brizendine (Kentucky, Estados Unidos; 30 de diciembre de 1952) es una científica, médica, neuropsiquiatra, neurobióloga, conferencista, escritora, consultora y profesora estadounidense. Es la autora de dos libros: The female brain (2006) y The Male Brain (2010). 

## Carrera e investigaciones
Las investigaciones de Brizendine están relacionadas con las hormonas y los estados de ánimo en las mujeres. Se graduó en neurobiología por la Universidad de California en Berkeley, asistió a la Escuela de Medicina Yale y completó su residencia en psiquiatría en la Escuela de Medicina Harvard. Está certificada en psiquiatría y neurología y percibe dotación financiera por desempeñarse como profesora clínica. En 1988, se unió como miembro de la facultad del Centro Médico UCFS en el Instituto Psiquiátrico Langley Perter, y ahora preside el cargo de presidenta de la fundación psiquiátrica Lynne and Marc Benioff, subvencionada mediante dotaciones financieras. En el UCSF, Brizendine realiza actividades de enseñanza, creación de obras e investigaciones relacionadas con la clínica.
En 1998, Brizendine funda 
la Women's Mood and Hormone Clinic (Clínica Hormonal y Conductual de la Mujer), en la cual se desempeña como directora.
También imparte cursos a estudiantes, residentes y otros médicos a largo de Estados Unidos sobre neurobiología de las hormonas, trastornos del estado de ánimo, problemas de ansiedad y cambios en el deseo sexual debido a las hormonas.

## Estatus como autora de superventas
Su libro The Female Brain (El cerebro femenino) fue criticado tanto positiva como negativamente, especialmente una pieza del contenido perteneciente a la lingüística y al lenguaje. Ella después reconoció que su libro pone demasiado énfasis en las diferencias sexuales basadas en el género, afirmando: "Los hombres y las mujeres son más parecidos que diferentes, después de todo, somos la misma especie".
The Female Brain tuvo una adaptación libre en la película de comedia romántica del mismo nombre filmada en 2017. Brizendine sirvió de inspiración para el personaje principal de la película.
También ha escrito un libro titulado The Male Brain (El cerebro masculino) y admitió que sus libros enfatizan las diferencias entre hombres y mujeres, lo cual llevó a que este libro sea su mayor éxito de ventas.

## Educación
Brizendine llevó a cabo sus trabajos de pregrado de 1972 a 1976 en la Universidad de Berkeley, donde se graduó con el título de licenciada en neurobiología. Cursó la carrera de medicina en la Escuela de Medicina Yale. Posteriormente realizó una residencia en psiquiatría en la Escuela de Medicina Harvard. 

## Como profesora
De 1985 a 1988, Brizendine fungió como profesora en la facultad de Harvard y de 1988 en adelante se desempeña como docente en la Universidad de California.

## Publicaciones
- The Female Brain (en inglés estadounidense). Morgan Road/Broadway Books. 2006. ISBN 978-0-7679-2009-4.
- The Male Brain (en inglés estadounidense). Three Rivers Press/Crown Publishing. 2010. ISBN 978-0-7679-2754-3.